# きよこ
きよこ（旧芸名：タリキヨコ、 3月4日 - ）は、日本の女優・タレント。東京都出身。NHK放送の子供番組『おかあさんといっしょ』にて、『デ・ポン!』のおねえさん（3代目身体表現のおねえさん）を務めた。

## 概要
3歳からピアノ、6歳からモダンバレエ、9歳からクラシックバレエを習う。高校在学中に演劇に触れ、演劇集団らぶ・ばーどに所属。1991年からジャズダンスを始め、以後は舞台で活動してきた。
1999年4月5日から2005年4月2日まで、NHK教育テレビ『おかあさんといっしょ』に『デ・ポン!』のおねえさん（3代目身体表現のおねえさん）として出演し、バリ舞踊をベースとした身体表現のコーナー『デ・ポン!』を担当した。番組で共演したうたのおにいさんとおねえさんは、最初の4年間は第9代目の杉田あきひろと第18代目のつのだりょうこ（いずれも同時に就任）、以降の2年間は第10代目の今井ゆうぞうと第19代目のはいだしょうこ。共演したたいそうのおにいさんは、第10代目の佐藤弘道。
2005年4月1日放送の『おかあさんといっしょ』で番組卒業の挨拶が行われた。2005年4月2日放送の『おかあさんといっしょファミリーコンサート・千葉』をもって、佐藤弘道と共に番組を卒業した。後任はいとうまゆ。
『おかあさんといっしょ』卒業と同時に芸名を「タリキヨコ」から「きよこ」へ変更した。2005年4月9日より放送開始した『おかあさんといっしょ あそびだいすき!』に佐藤弘道と共にレギュラー出演。
2008年3月29日をもって、3年間出演した『おかあさんといっしょ あそびだいすき!』が放送終了。
以後はファミリーコンサートや親子参加のライブに出演するとともに、女優として多くの舞台やミュージカル等に出演。2010年には自作主演のオリジナル音楽劇「満月のひよこ隊長」を上演。また、『ガラピコぷ〜がやってきた!』や『ガラピコぷ〜ファミリーステージ』など、おかあさんといっしょ関連のイベントにも不定期に出演している。
Noteでの執筆作業も行っており、現在は「ANGELOVE」という名前で日々の所感や出演した舞台についての思い出など多岐に渡る事柄を綴っている。更にNote内では「きよこの気まぐれラジオ ハックルベリー・フレンド」というWebラジオも配信している。

## 人物
おかあさんといっしょ時代の共演者であるはいだしょうことは親友の間柄であり、現在もファミリーコンサートなどで共演するほか、はいだのYouTubeチャンネルにも登場している。

## 出演

### テレビ番組
- 『おかあさんといっしょ』（1999年4月5日 - 2005年4月2日、NHK教育→NHK Eテレ）『デ・ポン!』のおねえさん（3代目身体表現のおねえさん）
  - 2009年7月23日放送の『50周年特集』と2019年8月15日放送の『60年スペシャル』にゲストとして出演。
- 『みんなの広場だ!わんパーク』（2000年4月 - 2003年3月、NHK教育） - 不定期ゲスト
- 『おかあさんといっしょ あそびだいすき!』（2005年4月9日 - 2008年3月29日、NHK教育）
- 『ワンワンパッコロ!キャラともワールド』（NHK BSプレミアム） - 不定期出演

## おかあさんといっしょ コンサート
| 公演   | タイトル                                                                            | 出演者（一部を除く） |
| ------ | ----------------------------------------------------------------------------------- | --- |
| 1999年 | いつまでもともだち                                                                  | 杉田あきひろ、つのだりょうこ、佐藤弘道、タリキヨコ スプー、みど、ふぁど、れっしー、空男 速水けんたろう、茂森あゆみ、松野ちか |
| 1999年 | テレビタイムファミリーステージ99                                                    | 杉田あきひろ、つのだりょうこ、佐藤弘道、タリキヨコ スプー、みど、ふぁど、れっしー、空男 古今亭志ん輔、坂田おさむ、神崎ゆう子 速水けんたろう、茂森あゆみ、松野ちか ワンワン、くぅ、りなちゃん、かなちゃん クリス、戸田ダリオ、王健 エディ・エックス、ペッパー・タイガー、メイ・パイカ 秋田きよ美、平田実音、ワクワクさん、ゴロリ |
| 1999年 | 40周年 うたのパーティ                                                               | 杉田あきひろ、つのだりょうこ、佐藤弘道、タリキヨコ スプー、みど、ふぁど、れっしー、空男 眞理ヨシコ、しゅうさえこ、森みゆき 坂田おさむ、神崎ゆう子、速水けんたろう、茂森あゆみ |
| 2000年 | はじめまして!ぐ〜チョコランタン                                                     | 杉田あきひろ、つのだりょうこ、佐藤弘道、タリキヨコ スプー、アネム、ズズ、ジャコビ、ガタラット |
| 2000年 | 歌のファンタジーランド〜ようこそ21世紀〜                                            | 杉田あきひろ、つのだりょうこ、佐藤弘道、タリキヨコ スプー、アネム、ズズ、ジャコビ |
| 2001年 | やぁ!やぁ!やぁ!森のカーニバル                                                       | 杉田あきひろ、つのだりょうこ、佐藤弘道、タリキヨコ スプー、アネム、ズズ、ジャコビ、ガタラット |
| 2001年 | しんごう・なにいろコンサート                                                        | 杉田あきひろ、つのだりょうこ、佐藤弘道、タリキヨコ スプー、アネム、ズズ、ジャコビ |
| 2002年 | 元気いっぱい!たまたまご                                                             | 杉田あきひろ、つのだりょうこ、佐藤弘道、タリキヨコ スプー、アネム、ズズ、ジャコビ ひなたおさむ、かまだみき、恵畑ゆう 小林よしひさ（大学時代、エキストラ出演） |
| 2002年 | バナナン島の大ぼうけん!                                                             | 杉田あきひろ、つのだりょうこ、佐藤弘道、タリキヨコ スプー、アネム、ズズ、ジャコビ ひなたおさむ、かまだみき、恵畑ゆう |
| 2003年 | ゆうきいっぱい!ともだちパワー                                                       | 今井ゆうぞう、はいだしょうこ、佐藤弘道、タリキヨコ スプー、アネム、ズズ、ジャコビ 杉田あきひろ、つのだりょうこ |
| 2003年 | テレビまつりだ! ぐ〜チョコランタンとともだちいっぱいオンステージ                    | 今井ゆうぞう、はいだしょうこ、佐藤弘道、タリキヨコ、 スプー、アネム、ズズ、ジャコビ、 ワンワン、ふうか、りなちゃん、エリック、マヤ、JB、 ワクワクさん、ゴロリ、神田山陽、ストレッチマン、 どーもくん、ドン・ガバチョ |
| 2003年 | ノリノリワクワクウキウキバンバン!                                                   | 今井ゆうぞう、はいだしょうこ、佐藤弘道、タリキヨコ スプー、アネム、ズズ、ジャコビ |
| 2004年 | おとぎの国のアドベンチャー                                                          | 今井ゆうぞう、はいだしょうこ、佐藤弘道、タリキヨコ スプー、アネム、ズズ 、ジャコビ |
| 2004年 | ようこそ♪歌う森のパーティーへ                                                       | 今井ゆうぞう、はいだしょうこ、佐藤弘道、タリキヨコ スプー、アネム、ズズ、ジャコビ |
| 2005年 | 弘道おにいさんとあそぼ! 夢のビッグパレード ぐ〜チョコランタンとゆかいな仲間たち     | 今井ゆうぞう、はいだしょうこ、佐藤弘道、タリキヨコ スプー、アネム、ズズ、ジャコビ ひなたおさむ、かまだみき、恵畑ゆう 坂田おさむ、つのだりょうこ モリゾー、キッコロ |
| 2005年 | ドキドキ!みんなの宇宙旅行                                                           | 今井ゆうぞう、はいだしょうこ、小林よしひさ、いとうまゆ スプー、アネム、ズズ、ジャコビ、ガタラット 佐藤弘道、きよこ |
| 2006年 | ぐ〜チョコランタンとゆかいな仲間たち みんなであそぼ! 不思議な不思議なワンダーランド | 佐藤弘道、きよこ 今井ゆうぞう、はいだしょうこ、小林よしひさ、いとうまゆ スプー、アネム、ズズ、ジャコビ |
| 2007年 | おかあさんといっしょ あそびだいすき! スペシャルステージ                             | 佐藤弘道、きよこ、スプー |

## 舞台
- 『花火の陰』（2017年、2020年）- 小松幸子役
- 『ファミリーミュージカル 小公女セーラ』（2024年）- マリア・ミンチン役

## ビデオ・DVD
- 「NHKおかあさんといっしょ ファミリーコンサート 40周年 うたのパーティ」2000年1月19日発売
- 「NHKおかあさんといっしょ たいそうあ・い・うーとデ・ポン!」2000年10月18日発売
- 「NHKテレビまつりだ! ぐ〜チョコランタンとともだちいっぱい!オンステージ」2003年11月21日発売
- 「NHKおかあさんといっしょ ファミリーコンサート ようこそ♪歌う森のパーティーへ」2005年1月19日発売
- 「NHKおかあさんといっしょ イチジョウマンとあそぼ 〜親子で挑戦!一畳忍法〜」2005年2月16日発売
- 「NHKおかあさんといっしょ 弘道おにいさんとあそぼ!夢のビッグパレード ぐ〜チョコランタンとゆかいな仲間たち」2005年5月18日発売
- 「NHKおかあさんといっしょ 弘道・きよこのあそびだいすき!」2006年1月27日発売
- 「NHKおかあさんといっしょ スペシャルステージ ぐ〜チョコランタンとゆかいな仲間たち みんなであそぼ! 不思議な不思議なワンダーランド」2006年6月7日発売
- 「｢きよこ｣とはじめよう おやこヨガ」2006年10月27日発売
- 「NHKおかあさんといっしょ 弘道・きよこのあそびうた だいすき!」2007年1月17日発売
- 「NHKおかあさんといっしょ「あそびだいすき!」スペシャルステージ」2008年1月16日発売
- その他、「おかあさんといっしょ」関連ビデオ・DVDに多数出演。

## CD
- 「ホップ・ステップ・ダンス!! きよこと踊ろう★発表会ダンス」（キングレコード）：2009年9月9日
- たにぞう&タニケン&きよこのからだ遊育計画 わくわくあそび探検へGO!あそびを通してこどもの時から36の基本動作!（2018年1月31日、キングレコード、KIZC-446）【CD&DVD】
- その他、「おかあさんといっしょ」関連CDに多数参加。